# Mesochorus jugicola
Mesochorus jugicola là một loài tò vò trong họ Ichneumonidae.